# Leersia
Leersia là một chi thực vật có hoa trong họ Hòa thảo (Poaceae).

## Loài
Chi Leersia gồm các loài:
- Leersia angustifolia
- Leersia denudata
- Leersia drepanothrix
- Leersia friesii
- Leersia hexandra
- Leersia japonica
- Leersia lenticularis
- Leersia ligularis
- Leersia monandra
- Leersia nematostachya
- Leersia oncothrix
- Leersia oryzoides
- Leersia perrieri
- Leersia stipitata
- Leersia tisserantii
- Leersia triandra
- Leersia virginica